# 偶级图
在图论中，偶极图(dipole graph)，又称为偶级(dipole)或键合图(bond graph)，是一个两个顶点之间由多重边连接的多重图。包含n条边的偶极图称为n阶偶极图，用Dn表示。n阶偶极图是循环图Cn的对偶图。
作为抽象图的蜂巢是偶极图D3的最大阿贝尔覆盖图，而作为抽象图的金刚石晶体是D4的最大阿贝尔覆盖图。
与柏拉图的图相似，偶极图形成了多面形的骨架。它们的对偶，周期图，形成了二面体的骨架。